# Хоргос (село)
Хорго́с (каз. Қорғас) — село у складі Панфіловського району Жетисуської області Казахстану. Входить до складу Атамекенського округу.
Населення — 1148 осіб (2021; 875 у 2009, 670 у 1999, 395 у 1989).